# São Miguel dos Campos
São Miguel dos Campos là một đô thị thuộc bang Alagoas, Brasil. Đô thị này có diện tích 360,85 km², dân số năm 2007 là 51077 người, mật độ 141,55 người/km².